# باول ستراوس
باول ستراوس (بالإنجليزية: Paul Strauss)‏ هو محامي أمريكي، ولد في 11 أبريل 1964 في بروكلين في الولايات المتحدة.

## وصلات خارجية
- الموقع الرسمي